# Zvonko Bego
Zvonko Bego (* 19. Dezember 1940 in Split; † 13. August 2018 in Krapinske Toplice) war ein jugoslawischer Fußballspieler.

## Karriere

### Vereine
Zvonko Bego spielte von 1957 bis 1967 für Hajduk Split in der Prva Liga, der seinerzeit höchsten Spielklasse im jugoslawischen Fußball. Als Drittplatzierter erreichte er mit seiner Mannschaft am Saisonende 1960/61 die beste Platzierung. Am Ende der Folgesaison wurde er mit zehn Toren vierterfolgreichster Torschütze. Seine letzte Saison krönte er mit dem Vereinspokal, der mit dem 2:1-Sieg über den FK Sarajevo errungen wurde.
Nach Deutschland gelangt, gehörte er in der Saison 1967/68 kurzfristig dem Profikader des Bundesligisten FC Bayern München an, den er ohne Pflichtspieleinsatz im Dezember 1967 Richtung Niederlande verließ. Beim Erstligisten FC Twente Enschede kam er in der Saison 1967/68 allerdings nur sechsmal zum Einsatz. Sein Debüt gab er am 17. Dezember 1967 bei der 1:2-Niederlage im Auswärtsspiel gegen DWS Amsterdam; sein einziges Tor erzielte er am 15. April 1968 beim 2:2-Unentschieden im Auswärtsspiel gegen ADO Den Haag.
Danach kehrte er nach Deutschland, zum Regionalligisten Bayer 04 Leverkusen, zurück. In der Regionalliga West bestritt er in der Saison 1968/69 17 Punktspiele und erzielte ein Tor. Danach gehörte er eine Saison lang dem österreichischen Bundesligisten SV Austria Salzburg an, für den er jedoch kein Punktspiel bestritt, mit dem er 1970 jedoch als Sieger aus der Gruppe B6 des Intertoto-Cup-Wettbewerbs hervorging und mit ihm als einer von insgesamt 13 Siegern gilt. Nach dieser Spielzeit kehrte er nach Jugoslawien zurück und war noch in Sinj für den ortsansässigen NK Junak und in Klis für den ortsansässigen NK Uskok aktiv, bevor er seine Fußballkarriere beendete.

### Nationalmannschaft
Bego gehörte dem Kader für das olympische Fußballturnier 1960 in Rom an, wurde aber im Turnier nicht eingesetzt. Er bestritt sechs Länderspiele für die A-Nationalmannschaft und erzielte zwei Tore. Sein Debüt gab er am 19. November 1961 in Zagreb beim 2:1-Sieg im Testspiel gegen die Nationalmannschaft Österreichs; seine beiden Tore erzielte er am 2. Dezember 1961 in Hongkong beim 2:1-Sieg über die Auswahl Hongkongs mit dem Treffer zum 2:0 in der 60. Minute und am 7. Dezember 1961 in Jakarta beim 5:1-Sieg über die Nationalmannschaft Indonesiens mit dem Treffer zum Endstand in der 82. Minute. Seinen letzten Einsatz als Nationalspieler bestritt er am 14. Dezember 1961 in Tel Aviv beim 2:0-Sieg über die Nationalmannschaft Israels.

## Erfolge
- Jugoslawischer Pokalsieger 1967 (mit Hajduk Split)
- UI-Cup-Sieger 1970 (mit dem SV Austria Salzburg)